# Franco Casellato
Franco Casellato (Treviso, 16 settembre 1937 – Treviso, 9 aprile 2010) è stato un rugbista a 15 e dirigente sportivo italiano, in carriera attivo nel ruolo di tre quarti centro.

## Biografia
Nato e vissuto a Treviso per tutta la sua vita, ebbe due figli: Guiscardo, il maggiore, e Umberto, il minore, che intraprese anch'egli la carriera da rugbista.
Da giocatore del Rugby Treviso, esordì con la Nazionale A il 22 aprile 1962 a Poznań contro la Polonia e, negli stessi anni, indossò varie volte la maglia della selezione universitaria.
Nel 1972, grazie alla laurea in "Economia e Commercio" ottenuta all'università Ca' Foscari, divenne insegnante di matematica alle scuole medie di Villorba. Da quel momento in poi, iniziò la sua carriera da dirigente. Infatti, riuscì ad organizzare una squadra di rugby per i Giochi della gioventù, dando di fatto vita al Villorba Rugby. Successivamente, assunse un ruolo chiave nella fondazione del settore mini-rugby del Treviso targato Metalcrom, prima di ricoprire la carica di Consigliere federale sotto la presidenza Mondelli.